# ناکایبیتو (نیومکزیکو)
ناکایبیتو (به انگلیسی: Nakaibito) یک منطقهٔ مسکونی در ایالات متحده آمریکا است که در شهرستان مک‌کینلی واقع شده‌است. ناکایبیتو ۱۷٫۸ کیلومتر مربع مساحت و ۴۵۵ نفر جمعیت دارد و ۱٬۹۶۸ متر بالاتر از سطح دریا واقع شده‌است.